# Bolchaïa Laba
La Bolchaïa Laba, ou Grande Laba (russe : Большая Лаба), est une rivière de montagne du kraï de Krasnodar dans le sud de la Russie qui fait partie du bassin du Kouban. Elle traverse le territoire de la réserve naturelle du Caucase.

## Source
- (ru) Cet article est partiellement ou en totalité issu de l’article de Wikipédia en russe intitulé « Большая Лаба » (voir la liste des auteurs).